# 위대한 카루소
위대한 카루소(The Great Caruso)는 미국에서 제작된 리처드 소프 감독의 1951년 영화이다. 마리오 란차 등이 주연으로 출연하였고 조 패스터넉 등이 제작에 참여하였다.

## 출연

### 주연
- 마리오 란차
- 앤 블라이스

### 조연
- 리처드 헤이그먼
- 칼 벤톤 라이드
- 에두어드 프란즈
- 러드윅 도나스
- 앨런 네이피어
- 팔 하보르
- 칼 밀레타이르
- 쉐파드 멘큰
- 네스토 파이바
- 마리오 실레티
- 안젤라 클락
- 이안 울프
- 이벳 듀과이
- 아르헨티나 브루네티
- 테레사 셀리

## 제작진
- 미술: 세드릭 기븐스
- 미술: 가브리엘 스코그네밀로
- 의상: 헬렌 로즈
- 의상: 길 스틸